# Law Dale
Law Dale (Leeds, 1894. december 23. – ?, 1954. május 5.) angol nemzetközi labdarúgó-játékvezető.

## Pályafutása
Az Angol labdarúgó-szövetség Játékvezető Bizottsága (JB) 1939-ben terjesztette fel nemzetközi játékvezetőnek, a Nemzetközi Labdarúgó-szövetség (FIFA) bíróinak keretébe. Több nemzetek közötti válogatott és klubmérkőzést vezetett vagy működő társának partbíróként segített. Az aktív nemzetközi játékvezetéstől 1939-ben  búcsúzott. Válogatott mérkőzéseinek száma: 1.

## Statisztika

### Nemzetközi válogatott mérkőzése
| #  | Dátum             | Helyszín                      | Hazai     | Eredmény | Vendég       | Kiírás     | Gólok | Esemény |
| -- | ----------------- | ----------------------------- | --------- | -------- | ------------ | ---------- | ----- | ------- |
| 1. | 1939. február 26. | Rotterdam, Feijenoord Stadion | Hollandia | 3 – 2    | Magyarország | barátságos | -     |         |
|    | Összesen          |                               |           | 1        | mérkőzés     |            |       |         |